# Giuseppe Gamba
Giuseppe Gamba (né le 25 avril 1857 à San Damiano d'Asti au Piémont, Italie et mort le 29 décembre 1929 à Rome) est un cardinal italien du début du XXe siècle.

## Biographie
Giuseppe Gamba étudie à Asti. Après son ordination il fait de travail pastoral à Asti. Il est nommé évêque de Biella en 1901 et transféré au diocèse de Novare en 1906. Il est promu archevêque de Turin en 1923.
Le pape Pie XI le crée cardinal lors du consistoire du 20 décembre 1926.
Il meurt le 26 décembre 1929 à l'âge de 72 ans.